# Vasco Creti
Vasco Creti (* 7. Dezember 1894 in Florenz; † 16. Oktober 1945 in Rom) war ein italienischer Schauspieler.

## Leben
Creti, Sohn einer Künstlerfamilie und Bruder der Schauspielerin Amelia Chellini, begann seine Bühnenkarrier im Alter von etwa 20 Jahren beim Ensemble um Tina Di Lorenzo, dem er etwa neun Jahre treu blieb. Nächste Stationen führten ihn mit Emma Gramatica, Virgilio Talli und Ruggero Ruggeri zusammen. Als Filmschauspieler debütierte er 1913 bei der Turiner Savoia Film, mit der er als Haupt- und Nebendarsteller zahlreiche Projekte realisierte. Auch für andere Produktionsgesellschaften wie Armenia, Rodolfi, Photodrama und Pittaluga trat er in Kinofilmen wie La carezza del vampiro von Romolo Bacchini, L'onestà del peccato von Augusto Genina (beide 1918), I due sergenti (1922) und La fuga di Socrate (1923, beide von Guido Brignone), Martiri d'Italia (1927, Domenico Gaido), La compagnia dei matti (1928, Mario Almirante) und Sole (1929, Alessandro Blasetti) auf. Seit 1918 wieder seine Bühnenkarriere verfolgend, war Creti ab 1930 bis zu seinem Tode in zahlreichen Tonfilmen zu sehen, in denen er kleinere Rollen übernahm.
Creti war mit der Schauspielerin Valeria Peretti verheiratet.

## Filmografie (Auswahl)
- 1915: La signora della farfalla nera
- 1918: La carezza del vamnpiro
- 1918: L'onestà del peccato
- 1922: I due sergenti
- 1923: La figa di Scorate
- 1927: Martiri d'Italia
- 1928: La compagnia dei matti
- 1929: Sole
- 1938: Drei Frauen um Verdi (Giuseppe Verdi)
- 1940: Die Sünde der Rogelia Sanchez (Il peccato di Rogelia Sanchez)
- 1941: Mutter (Mamma)
- 1941: Verschwörung gegen Marco (Marco Visconti)
- 1943: Achtung, Aufnahme (Silenzio, si gira!)